# Mercedes Cup 1979
Il Mercedes Cup 1979 è stato un torneo di tennis giocato sulla terra rossa. È stata la 2ª edizione del Mercedes Cup, che fa parte del Colgate-Palmolive Grand Prix 1979. Si è giocato a Stoccarda in Germania, dal 16 al 22 luglio 1979.

## Campioni

### Singolare
Tomáš Šmíd ha battuto in finale  Ulrich Pinner con il punteggio di 6–4, 6–0, 6–2

### Doppio
Colin Dowdeswell /  Frew McMillan hanno battuto in finale  Wojciech Fibak /  Pavel Složil con il punteggio di 6–4, 6–2, 2–6, 6–4